# Saarwellingen
Saarwellingen is een gemeente in de Duitse deelstaat Saarland, gelegen in de Landkreis Saarlouis.
Saarwellingen telt 13.182 inwoners.

## Plaatsen in de gemeente Saarwellingen
- Reisbach
- Saarwellingen
- Schwarzenholz

## Bekende inwoners
- Gabriel Clemens, darter [2]

Bous ·
Dillingen/Saar ·
Ensdorf ·
Lebach ·
Nalbach ·
Rehlingen-Siersburg ·
Saarlouis (stad) ·
Saarwellingen ·
Schmelz ·
Schwalbach ·
Überherrn ·
Wadgassen ·
Wallerfangen